# 2001-es Formula–1 olasz nagydíj
A 2001-es Formula–1 világbajnokság tizenötödik futama az olasz nagydíj volt.

## Futam
|    | Rsz. | Versenyző             | Csapat           | Körök | Idő/Kiesések    | Start | Pontok |
| -- | ---- | --------------------- | ---------------- | ----- | --------------- | ----- | ------ |
| 1  | 6    | Juan Pablo Montoya    | Williams-BMW     | 53    | 1:16:58.493     | 1     | 10     |
| 2  | 2    | Rubens Barrichello    | Ferrari          | 53    | +5.175          | 2     | 6      |
| 3  | 5    | Ralf Schumacher       | Williams-BMW     | 53    | +17.335         | 4     | 4      |
| 4  | 1    | Michael Schumacher    | Ferrari          | 53    | +24.991         | 3     | 3      |
| 5  | 19   | Pedro de la Rosa      | Jaguar-Cosworth  | 53    | +1:14.984       | 10    | 2      |
| 6  | 10   | Jacques Villeneuve    | BAR-Honda        | 53    | +1:22.469       | 15    | 1      |
| 7  | 17   | Kimi Räikkönen        | Sauber-Petronas  | 53    | +1:23.107       | 9     |        |
| 8  | 12   | Jean Alesi            | Jordan-Honda     | 52    | +1 Kör          | 16    |        |
| 9  | 9    | Olivier Panis         | BAR-Honda        | 52    | +1 Kör          | 17    |        |
| 10 | 7    | Giancarlo Fisichella  | Benetton-Renault | 52    | +1 Kör          | 14    |        |
| 11 | 16   | Nick Heidfeld         | Sauber-Petronas  | 52    | +1 Kör          | 8     |        |
| 12 | 23   | Tomáš Enge            | Prost-Acer       | 52    | +1 Kör          | 20    |        |
| 13 | 21   | Fernando Alonso       | Minardi-European | 51    | +2 Kör          | 21    |        |
| Ki | 15   | Enrique Bernoldi      | Arrows-Asiatech  | 46    | Főtengely       | 18    |        |
| Ki | 20   | Alex Yoong            | Minardi-European | 44    | Kicsúszás       | 22    |        |
| Ki | 22   | Heinz-Harald Frentzen | Prost-Acer       | 28    | Váltó           | 12    |        |
| Ki | 14   | Jos Verstappen        | Arrows-Asiatech  | 25    | Üzemanyagnyomás | 19    |        |
| Ki | 3    | Mika Häkkinen         | McLaren-Mercedes | 19    | Váltó           | 7     |        |
| Ki | 18   | Eddie Irvine          | Jaguar-Cosworth  | 14    | Motor           | 13    |        |
| Ki | 4    | David Coulthard       | McLaren-Mercedes | 6     | Motor           | 6     |        |
| Ki | 8    | Jenson Button         | Benetton-Renault | 4     | Motor           | 11    |        |
| Ki | 11   | Jarno Trulli          | Jordan-Honda     | 0     | Ütközés         | 5     |        |

## A világbajnokság élmezőnyének állása a verseny után
| H  | Versenyzők         | Pont | H  | Konstruktőrök    | Pont |
| -- | ------------------ | ---- | -- | ---------------- | ---- |
| 1. | Michael Schumacher | 107  | 1. | Ferrari          | 161  |
| 2. | David Coulthard    | 57   | 2. | McLaren-Mercedes | 81   |
| 3. | Rubens Barrichello | 52   | 3. | Williams-BMW     | 73   |
| 4. | Ralf Schumacher    | 48   | 4. | Sauber-Petronas  | 20   |
| 5. | Juan Pablo Montoya | 25   | 5. | BAR-Honda        | 17   |

## Statisztikák
Vezető helyen:
- Juan Pablo Montoya: 29 (1-8 / 20-28 / 42-53)
- Rubens Barrichello: 17 (9-19 / 36-41)
- Ralf Schumacher: 7 (29-35)

Juan Pablo Montoya 1. győzelme, 3. pole-pozíciója, Ralf Schumacher 5. leggyorsabb köre.
- Williams 107. győzelme.

Jean Alesi 200. versenye.